# Вевельсфлет
Вевельсфлет (нім. Wewelsfleth) — громада в Німеччині, розташована в землі Шлезвіг-Гольштейн. Входить до складу району Штайнбург. Складова частина об'єднання громад Вільстермарш.
Площа — 24,54 км2. Населення становить 1256 ос. (станом на 31 грудня 2020).

## Галерея

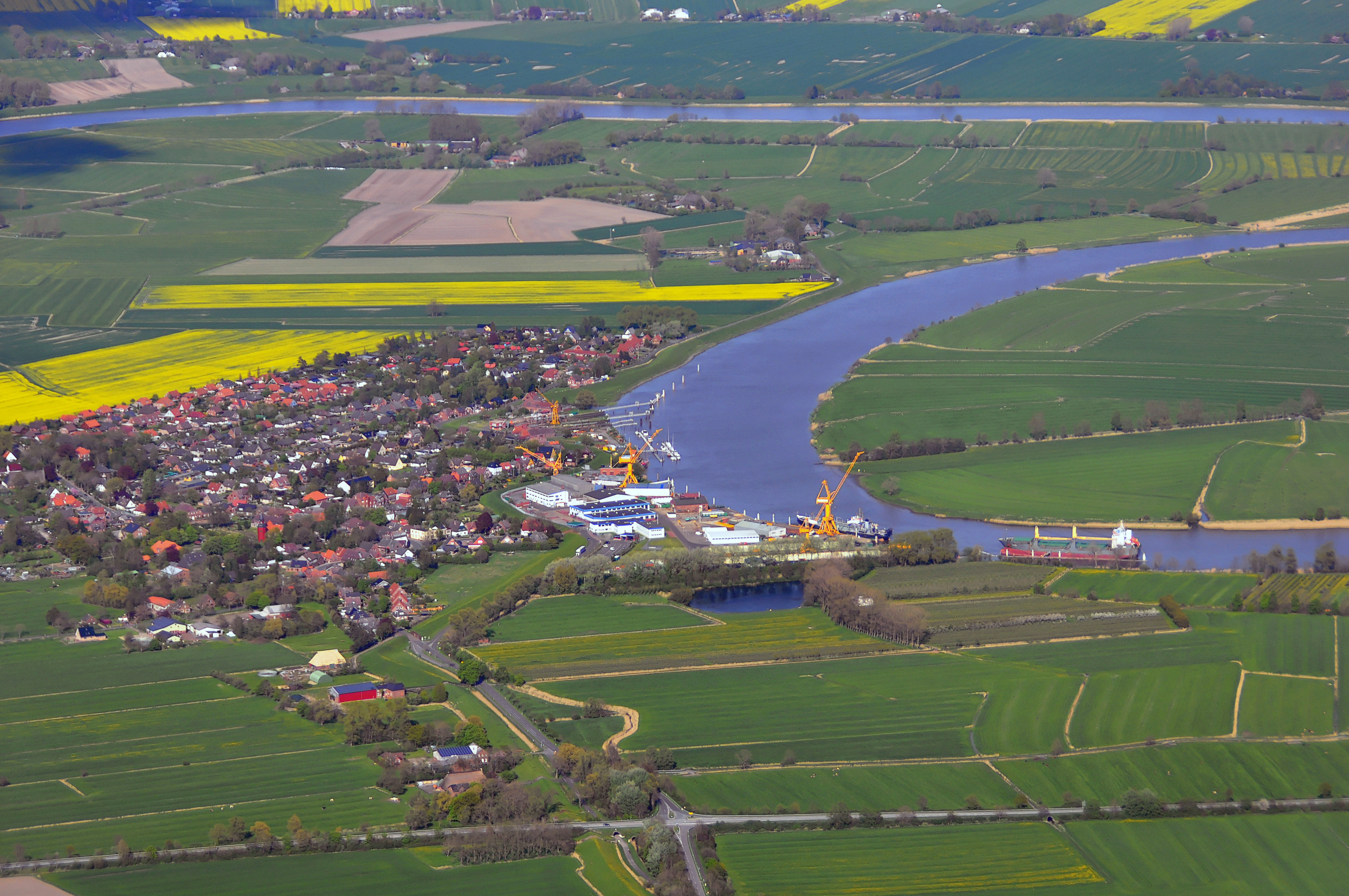
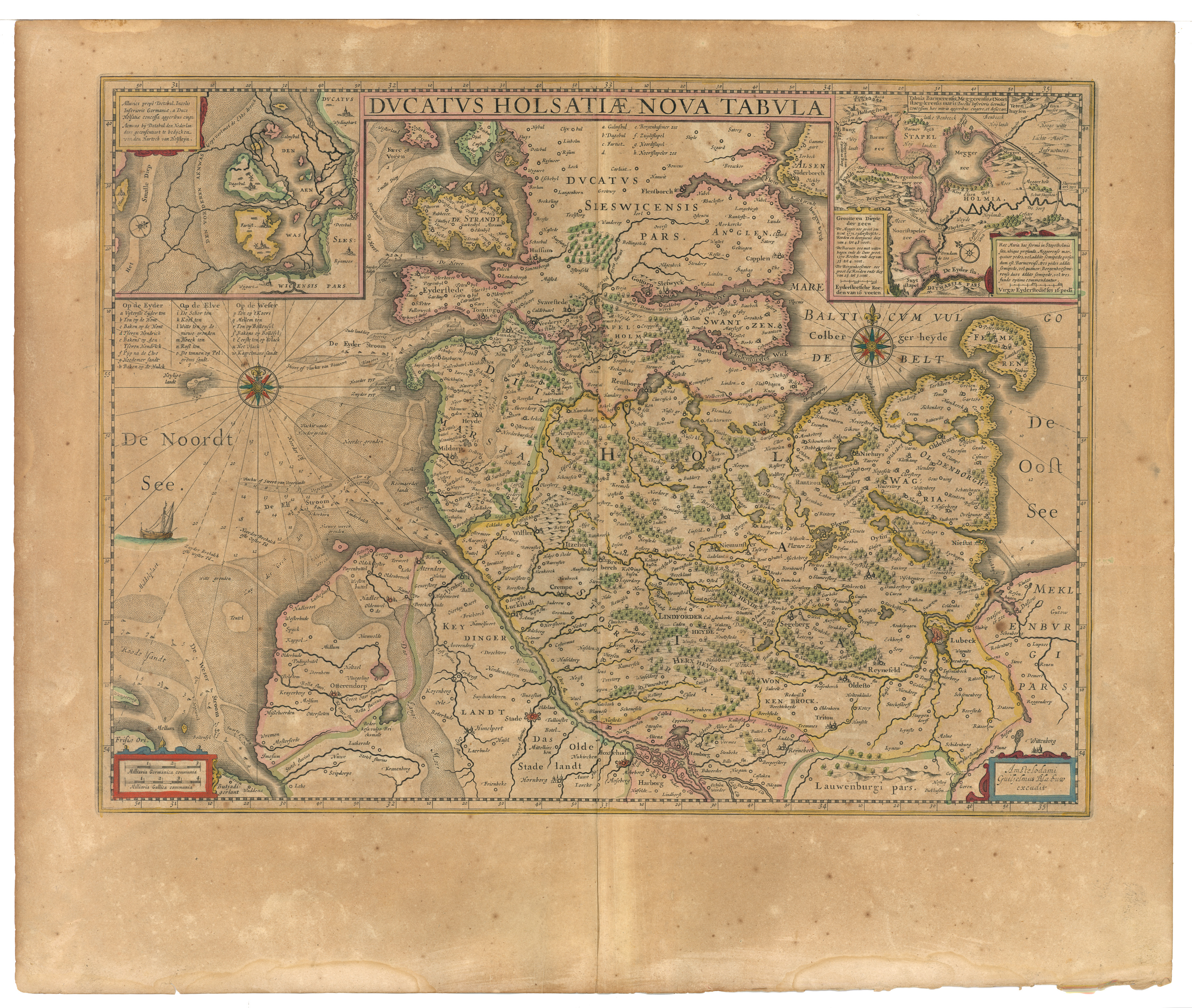